# Músculo

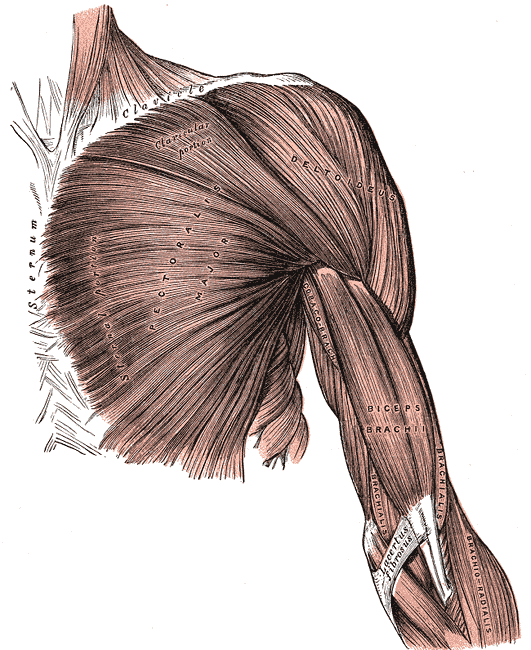
Músculos do peito, ombro e braço.

O músculo é o tecido responsável pelo movimento de um ser vivo, tanto em movimentos voluntários, com os quais interage com o meio ambiente, como movimentos dos seus órgãos internos, o coração ou o intestino.
Assim, eles são responsáveis pelo posicionamento e movimentação do esqueleto e estão usualmente unidos aos ossos por tendões. A origem de um músculo é a sua extremidade mais próxima ao tronco ou ao osso estático. A inserção de um músculo é a porção mais distal ou móvel.
Nossos músculos possuem duas funções comuns: (1) gerar movimento e (2) gerar força. Mas também, além dessas, podem geram calor e contribuem significativamente para a homeostase da temperatura do corpo.
Os músculos esqueléticos são os únicos que se contraem em resposta a um sinal somático de um neurônio motor. Eles não podem iniciar a sua própria contração, nem sofrem influências diretas de hormônios para se contrair.
Os músculos são constituídos por tecido muscular e caracterizam-se pela sua contratilidade, funcionando pela contração e extensão das suas fibras. A contração muscular ocorre com a saída de um impulso elétrico do sistema nervoso central que é conduzido ao músculo através de um nervo. Esse estímulo elétrico desencadeia o potencial de ação, que resulta na entrada de sódio (necessário à contração) dentro da célula, e a saída de potássio da mesma, assim estimulando a liberação do cálcio que está armazenado no retículo Sarcoplasmáticos ou RS presentes no sarcoplasma  (citoplasma da célula muscular). Em termos científicos, as etapas são:
1. Despolarização do sarcolema;
2. estimulação do retículo sarcoplasmático;
3. ação do cálcio e de ATP, provocando o deslizamento da actina sobre a miosina (é a contração muscular).

Os músculos voluntários são os órgãos ativos do movimento, transmitindo movimento aos ossos sobre quais se inserem. Têm uma variedade grande de tamanho e formato, de acordo com a sua disposição, local de origem e inserção e controlam a postura do corpo do animal.
O ser humano possui aproximadamente 512 músculos. Cada músculo possui o seu nervo motor, o qual divide-se em várias fibras para poder controlar todas as células do músculo, através da placa motora.

## Tipos de músculos

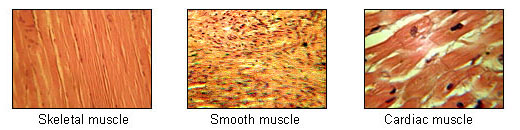
Tipos de músculo

Existem três tipos de músculo: músculo esquelético, músculo liso e músculo estriado cardíaco.
Todos os três tipos musculares têm as seguintes características:
- Podem contrair-se e encurtar, tornando-se mais tensos e duros, em resposta a um estímulo vindo do sistema nervoso;
- Podem ser distendidos, aumentando o seu comprimento;
- Podem retornar à forma e ao tamanho original.

A propriedade do tecido muscular de se contrair chama-se contratilidade e a propriedade de poder ser distendido recebe o nome de  elasticidade.

### Músculo estriado esquelético
O tecido muscular estriado ou esquelético é formado por fibras musculares cilíndricas, finas e que podem medir vários centímetros de comprimento.
Os músculos esqueléticos possuem uma coloração mais avermelhada. São também chamados de músculos estriados, já que apresentam estriações em suas fibras (fibrocélulas estriadas). São os responsáveis pelos movimentos voluntários; estes músculos se inserem sobre os ossos e sobre as cartilagens e contribuem, com a pele e o esqueleto, para formar o invólucro exterior do corpo.

### Músculo estriado cardíaco

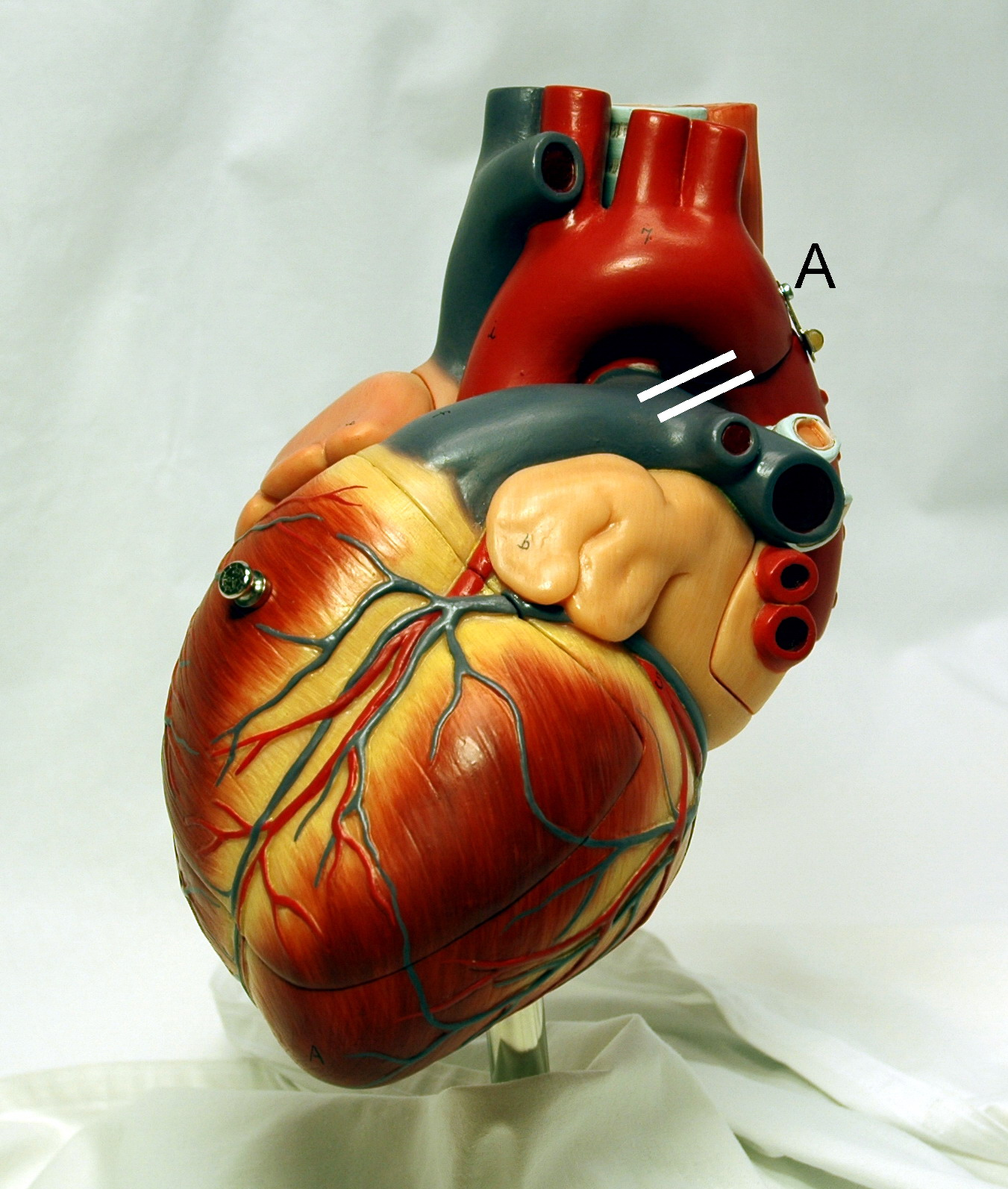
Modelo de um coração humano onde existem fibras musculares diferenciadas.

- Histologicamente tem característica de músculo esquelético, mas funcionalmente tem característica de músculo liso. Assim como o tecido muscular esquelético, apresenta fibrocélulas bastante compridas. É também chamado de miocárdio, e constitui a parede do coração. Apesar de ser estriado, possui movimentos involuntários. Este músculo se contrai e relaxa sem parar. Entretanto, suas células são mononucleadas ou binucleadas, com núcleos localizados mais centralmente. Também possuem discos intercalares, que são linhas de junção entre uma célula e outra, que aparecem mais coradas que as estrias transversais. No tecido cardíaco, têm bastante importância as fibras de Purkinje, células responsáveis pela distribuição do impulso elétrico que vai gerar a contração muscular às diversas fibro-células cardíacas.

## Anatomia

### Anatomia macroscópica
|  |  |
|  |  |

O corpo humano possui aproximadamente 660 músculos esqueléticos.
Usamos aproximadamente 200 músculos para andar.

### Anatomia microscópica
A anatomia microscópica estuda o fuso muscular, epimísio, endomísio, fibra muscular, entre outros.

## Papel na saúde e doença

### Exercício
O esforço excessivo ou movimentações bruscas podem provocar lesões musculares. As mais comuns são: cãibras, cansaço muscular e distensões. Em geral, tais problemas acontecem durante a prática esportiva. A cãibra é causada por contrações repentinas e involuntárias do músculo.
Como as outras células, as fibras musculares produzem energia por meio de reações de combustão. Devido a intensa atividade para proporcionar movimento e calor ao corpo, as fibras musculares necessitam de grande quantidade de energia (creatina fosfato, carboidratos, gorduras e proteínas). Em um dos processos do metabolismo energético o organismo produz uma substância denominada ácido lático. Por muito tempo associaram o ácido lático a falta de renovação da energia necessária para a contração do músculo (cansaço muscular), mas hoje se sabe que o mesmo é na verdade um combustível a mais para o músculo. A cãibra é uma contração espasmódica da musculatura acompanhada de dor intensa. Importante salientar que não é apenas a contração prolongada dos músculos que pode provocar dor. O estiramento excessivo (distensão muscular) também é seguido de intensa dor.
Contrações musculares bruscas podem afetar os tendões, resultando, em certos casos, no rompimento da articulação. Quando isso acontece, dizemos que ocorreu uma ruptura de tendão.

### Doença
As doenças neuromusculares são aquelas que afetam os músculos e/ou seu controle nervoso. Os sintomas destas doenças incluem fraqueza, espasticidade, mioclonia e mialgia.

#### Atrofia
Diversas doenças causam uma diminuição da massa muscular, conhecida como atrofia muscular. Alguns exemplos incluem o câncer e a AIDS, que podem induzir uma síndrome chamada caquexia.

#### Distensão
Distensão é uma lesão no músculo decorrente de um estiramento da musculatura. Distensões ocorrem em todas as pessoas e não apenas em atletas. As atividades diárias podem provocar distensões.

## Fisiologia
Existem dois tipos de contrações musculares: contração isotônica e contração isométrica.
- A contração isotônica refere-se a uma contração em que um músculo encurta enquanto exerce uma força constante que corresponde à carga que está sendo erguida pelo músculo. Divide-se em concêntrica e excêntrica. Na concêntrica a contração vence a resistência e  há o  encurtamento muscular e na excêntrica a resistência vence a contração havendo o alongamento muscular.

Ex: A corrida é concêntrica pois o velocista vence a barreira do ar
Ex: Queda de braço é excêntrica pois a resistência está em seu oponente.
- A contração isométrica refere-se a uma contração em que o comprimento externo do músculo não se altera, pois a força gerada pelo músculo é insuficiente para mover a carga à qual está fixado.

No corpo, a maioria das contrações é uma combinação de ambas as contrações.

## Eficiência
A eficiência do músculo humano foi medida (no contexto do remo e ciclismo) em 18% a 26%. A eficiência é definida como a razão de trabalho e o custo total metabólico, como pode ser calculado a partir do consumo de oxigênio. Esta baixa eficiência é o resultado de cerca de 40% de eficiência de geração de ATP de alimento de energia, as perdas na conversão de energia a partir de ATP em trabalho mecânico dentro do músculo, e as perdas mecânicas no interior do corpo. As duas últimas perdas são dependentes do tipo de exercício e o tipo de fibras musculares usadas (de contração rápida ou de contração lenta). Para uma eficiência de 20 por cento, um watt de energia mecânica é equivalente a 4,3 kcal por hora. Por exemplo, um fabricante de equipamentos de remo mostra as calorias queimadas como quatro vezes o trabalho real mecânico, além de 300 kcal por hora, o que equivale a cerca de 20 por cento de eficiência de 250 watts de saída mecânica. A produção de energia mecânica de uma contração cíclica pode depender de muitos fatores, incluindo tempo de ativação, a trajetória de tensão muscular, e as taxas de aumento e diminuição da força. Estes podem ser sintetizados experimentalmente usando análise do loop do trabalho.

## Densidade do tecido musculoso com a do tecido adiposo
A densidade do tecido muscular esquelético de mamíferos é de cerca de 1,06 kg/litro. Isto pode ser contrastado com a densidade do tecido adiposo (gordura), que é de 0,9196 kg/litro. Isso faz com que o tecido muscular seja aproximadamente 15% mais denso do que o tecido da gordura.

## Fisiculturismo
Fisiculturismo é o esporte cujo objetivo é buscar, por meio da musculação, a melhor formação muscular, através de treinamento com pesos, alimentação e descanso adequados.